# 富ヶ谷出入口
富ヶ谷出入口（とみがやでいりぐち）は、東京都渋谷区にある首都高速中央環状線の出入口である。西新宿JCT方面の出入口のみ設置されているハーフインターチェンジである。山手トンネルの途中に設けられている。
2022年（令和4年）4月1日以降、入口はETC専用となっている。

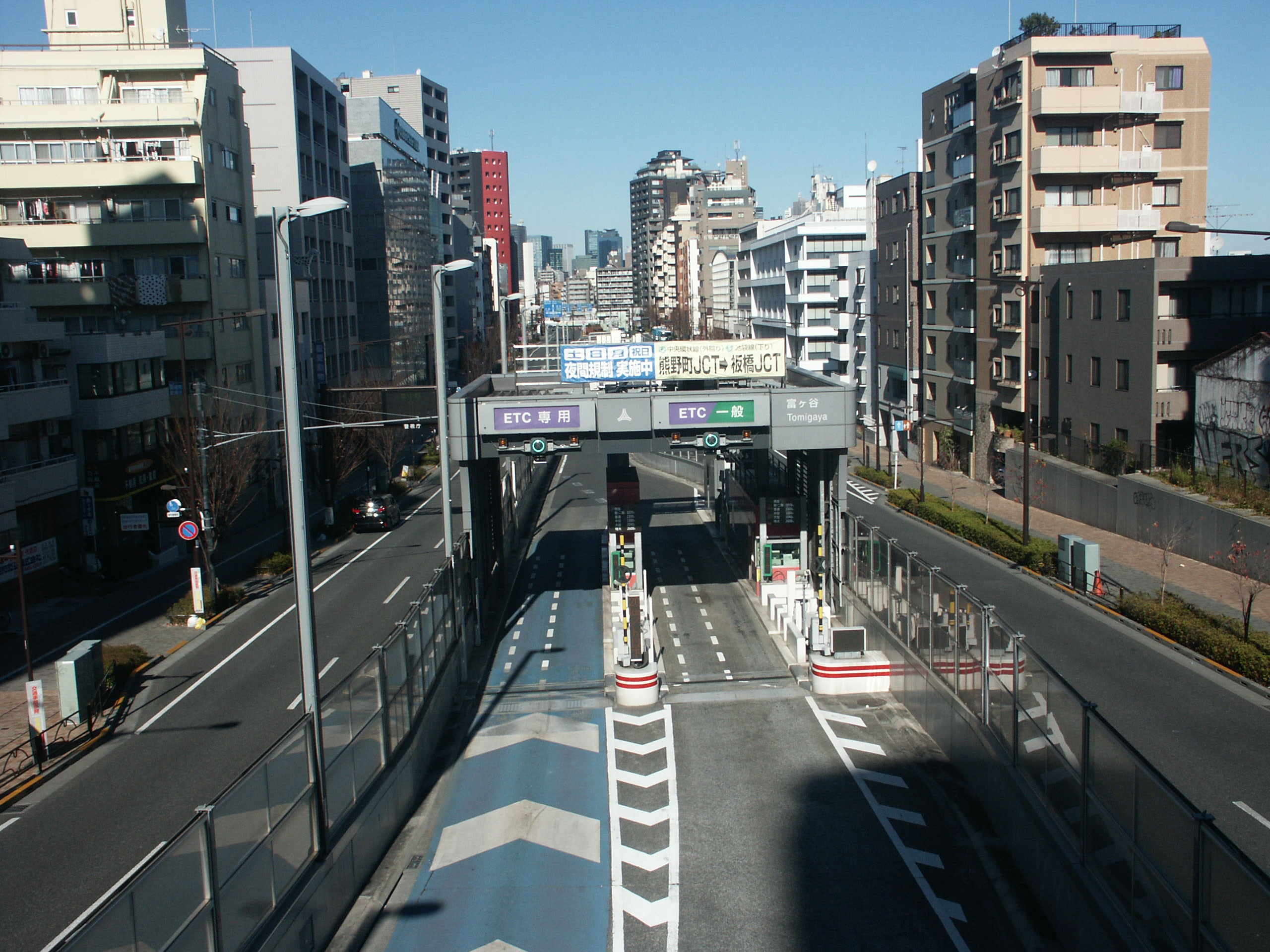
料金所付近（ETC専用化前）

## 歴史
- 2007年3月 : 名称が決定される。
- 2010年3月28日 : 大橋JCT-西新宿JCT間開通に伴い、供用開始。
- 2022年4月1日 : 入口がETC専用になる[1]。

## 接続道路
- 東京都道317号環状六号線（山手通り）

## 周辺
- 東京大学駒場キャンパス（教養学部等）
- 神泉駅（京王電鉄井の頭線）
- 渋谷駅（JR山手線・埼京線・湘南新宿ライン、東京メトロ半蔵門線・副都心線・銀座線、東急電鉄田園都市線・東横線、京王電鉄井の頭線）

## ギャラリー

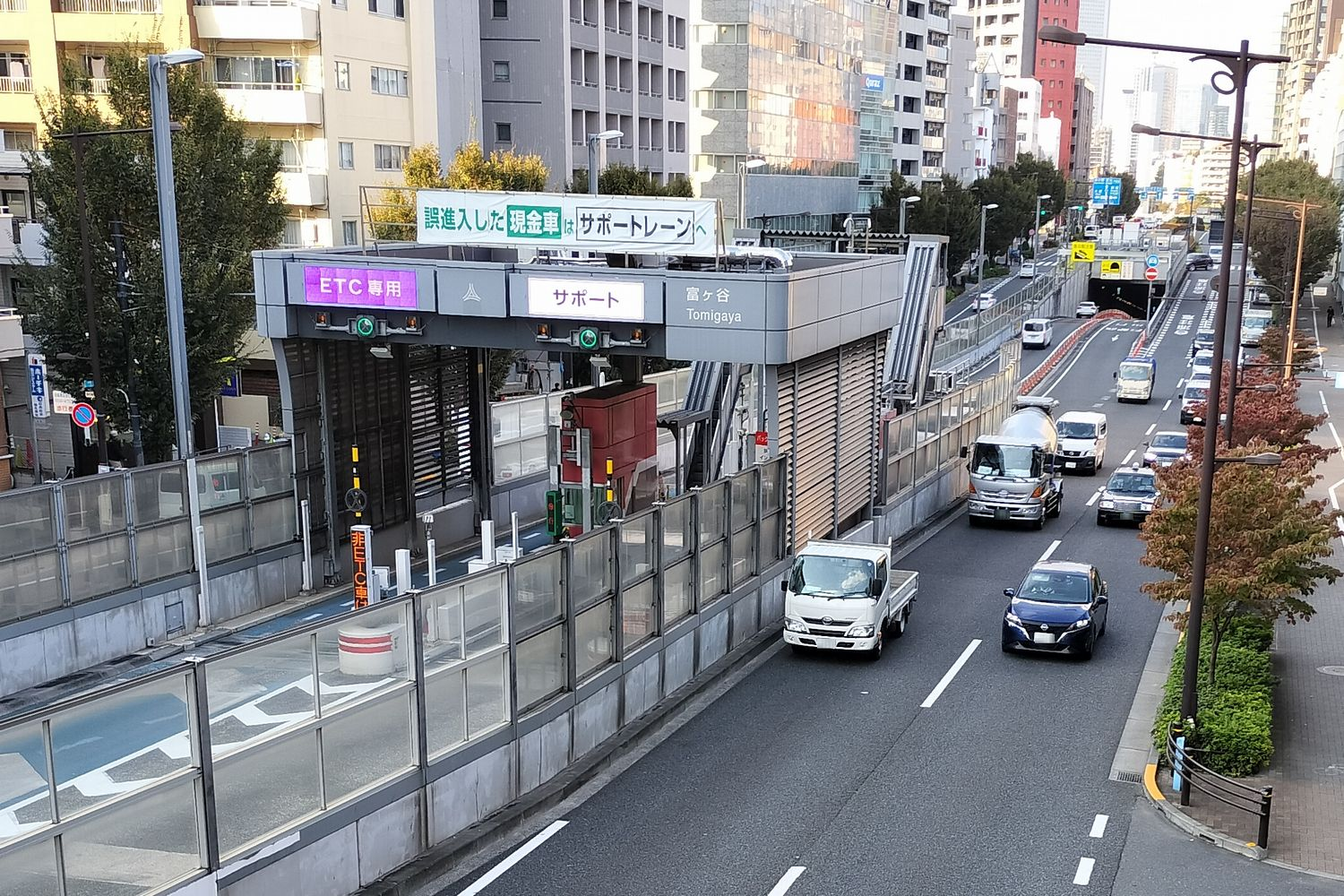
歩道橋から望む。奥にトンネルの出入口が見える（2023年10月）
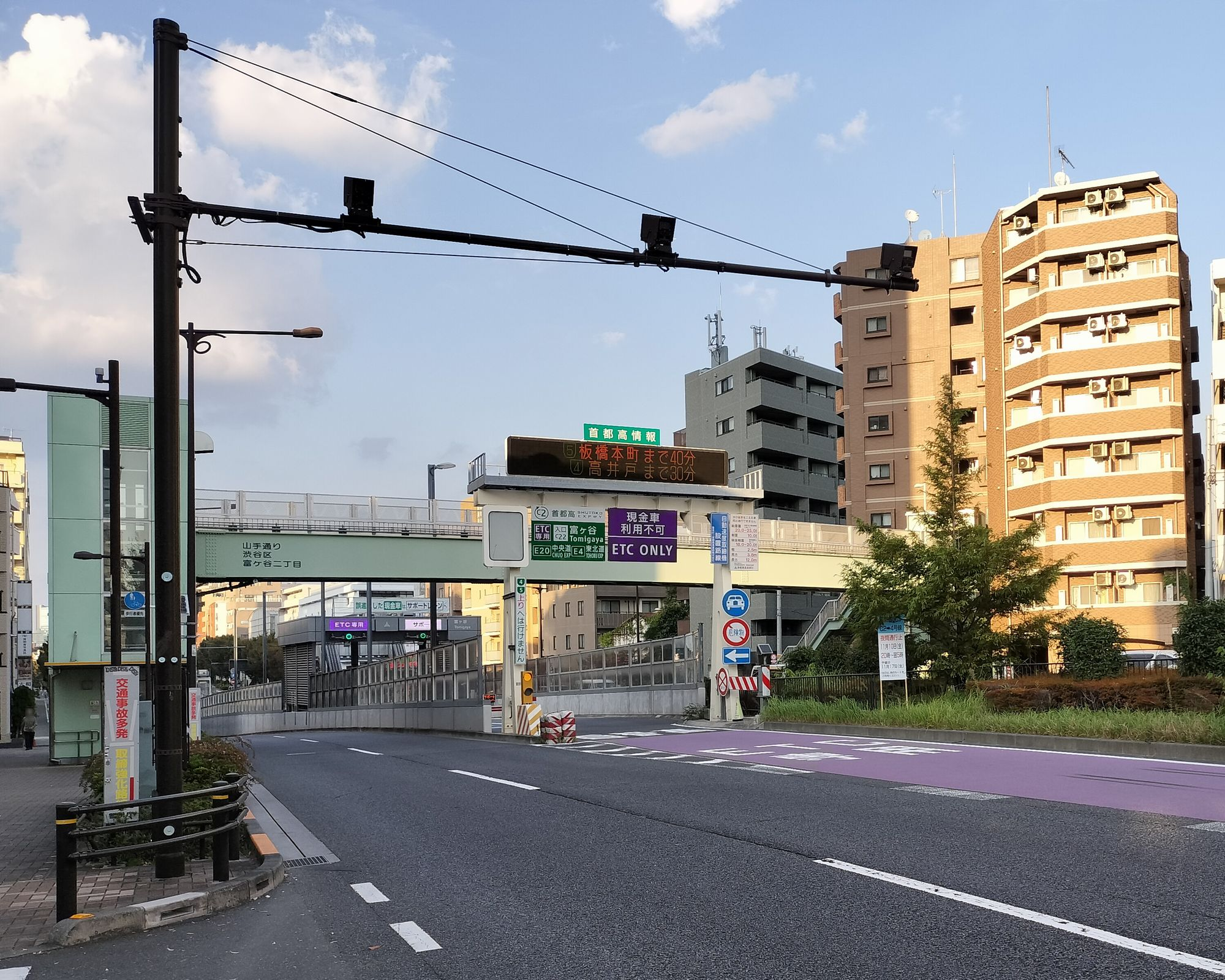
西側から望む（2023年10月）

## 隣
首都高速中央環状線
大橋JCT - (C22)富ヶ谷出入口 - (C23)初台南出入口